# Gennadi Alexandrowitsch Krasnizki
Gennadi Alexandrowitsch Krasnizki (russisch Геннадий Александрович Красницкий; * 27. August 1940 in Taschkent, Usbekische SSR; † 12. Juni 1988 in Kurgan-Tjube, Tadschikische SSR) war ein sowjetischer Fußballspieler und -trainer.

## Leben und Karriere
Der in Taschkent geborene Gennadi Krasnizki startete seine aktive Fußballkarriere bei seinem Heimatverein Pachtakor Taschkent, wo er auch seine gesamte aktive Karriere verbringen sollte. Pachtakor war gerade erst in die höchste sowjetische Liga aufgestiegen. Der Stürmer Krasnizki avancierte schnell zum Stammspieler und Publikumsliebling und trug maßgeblich zum Klassenerhalt seines Vereins bei. 
Zwischen 1961 und 1968 nahm er auch an insgesamt drei Spielen der Nationalmannschaft teil. Ebenfalls 1968 stand man sogar im sowjetischen Pokalfinale, unterlag aber gegen Torpedo Moskau. Zwei Jahre später beendete Krasnizki seine Karriere als aktiver Spieler.
Unmittelbar im Anschluss daran begann Krasnizki eine Trainerlaufbahn. Er betreute mehrere kleinere Vereine aus der usbekischen SSR, es folgten aber auch Engagements bei seinem alten Club Pachtakor Taschkent und bei Swesda Dschisak.
Am 12. Juni 1988 beging Krasnizki Selbstmord, in dem er sich aus dem Fenster eines Hotelhochhauses in Kurgan-Tjube stürzte. Die Gründe für seinen Suizid blieben unklar.